# جوهانس جاكوبس لي رو
جوهانس جاكوبس لي رو (بالإنجليزية: Johannes Jacobus Le Roux)‏ هو طيار جنوب أفريقي، ولد في 12 أبريل 1920 في Heidelberg, Gauteng ‏ في جنوب أفريقيا، وتوفي في 19 سبتمبر 1944 في Selsey ‏ في المملكة المتحدة.